# Cruel Summer (série télévisée)
Pour les articles homonymes, voir Cruel Summer.
Cruel Summer est une anthologie télévisée américaine en vingt épisodes d'environ 43 minutes créée par Bert V. Royal et diffusée entre le 20 avril 2021 et le 31 juillet 2023 sur Freeform et en simultané sur ABC Spark au Canada,.
La série est construite en saisons indépendantes qui tournent autour d'un crime, généralement lié aux adolescents au centre de l'histoire, et suit ce qui a mené à ce crime ainsi que ses conséquences sur plusieurs périodes différentes.
Dans les tous pays francophones, à l'exception du Québec, la série est diffusée depuis le 6 août 2021 sur le service Prime Video. Au Québec, elle est diffusée depuis le 20 juin 2022 sur Vrak.

## Synopsis

### Première saison: Kate et Jeanette
En 1993, un drame frappe la communauté de Skylin au Texas : Kate Wallis, une adolescente populaire et appréciée, disparaît sans laisser de trace. De son côté, la douce et socialement maladroite Jeanette Turner s'épanouit après la disparition Kate, allant même jusqu'à adopter divers aspects de la vie de Kate.
Plus d'un an plus tard, Jeanette devient méprisée à l'échelle nationale après que Kate ait été sauvée vivante et accuse Jeanette d'avoir été témoin de son enlèvement mais de ne pas l'avoir signalé. Alors qu'une bataille juridique s'ensuit, les familles et les amis doivent déterminer qui dit la vérité ; cependant, Jeanette et Kate cachent peut-être quelque chose.

### Deuxième saison: Megan, Isabella et Luke
Durant l'été 1999, la famille de Megan Landry accueille Isabella LaRue dans leur petite ville de Chatham à Washington pour un échange étudiant. Bien que méfiante au début, Megan finit par se lier d'amitié avec Isabella et les deux adolescentes deviennent rapidement inséparables. Elles forment également un trio avec Luke, le meilleur ami de Megan pour qui Isabella craque, mais qu'elle finit par laisser à Megan quand elle comprend que les deux sont en réalité attirés l'un par l'autre.
Au cours de l'hiver de la même année, leur amitié prend un tournant différent quand une sex-tape mettant en scène Luke et Isabella est dévoilé lors d'un événement public.
La série suit l'impact de cette sex-tape et ses conséquences et se déroule au cours de l'été 1999, l'hiver de cette même année et lors de l'été de l'année 2000.

## Distribution

### Première saison

#### Acteurs principaux
- Olivia Holt (VF : Leslie Lipkins) : Kate Wallis
- Chiara Aurelia (VF : Maryne Bertieaux) : Jeanette Turner
- Froy Gutierrez (VF : Aurélien Raynal) : Jamie Henson
- Harley Quinn Smith (VF : Karine Foviau) : Mallory Higgins
- Brooklyn Sudano (VF : Daria Levannier) : Angela Prescott
- Blake Lee (en) (VF : Rémi Caillebot) : Martin Harris
- Allius Barnes : Vince Fuller
- Nathaniel Ashton (VF : Arnaud Laurent) : Ben Hallowell
- Michael Landes (VF : Alexandre Gillet) : Greg Turner

#### Acteurs récurrents
- Sarah Drew : Cindy Turner
- Barrett Carnahan (VF : Maxime Baudouin) : Derek Turner
- Nicole Bilderback (en) : Denise Harper
- Andrea Anders (VF : Rafaèle Moutier) : Joy Wallis
- Ben Cain : Rod Wallis
- Jason Douglas : Nick Marshall

### Deuxième saison

#### Acteurs principaux
- Sadie Stanley (VF : Lisa Caruso) : Megan Landry
- Lexi Underwood (VF : Melissa (Lexa) Berard) : Isabella LaRue
- Griffin Gluck (VF : Benjamin Bollen) : Luke Chambers
- Lisa Yamada (VF : Soizic Fonjallaz) : Parker Tanaka
- Sean Blakemore (en) (VF : Rody Benghezala) : le shériff Myer
- KaDee Strickland (VF : Nadine Girard) : Debbie Landry

#### Acteurs récurrents
- Braeden De La Garza (VF : Nicolas Duquenoy) : Brent Chambers
- Nile Bullock : Jeff
- Ben Cotton : Ned
- Paul Adelstein (VF : Pierre Tessier) : Steve Chambers
- David James Lewis : Tom Galvin
- Jessica Hayles (VF : Daria Levannier) : Rebecca
- Jenna Lamb : Lily Landry
- Tedra Rogers : Amy
- Connor Wong : Tim
- Elijah Silva (VF : Yannick Jaspart) : l'adjoint Hal Hardwicke
- Jeremy Monn-Djasgnar : Eric
- Pavia Sidhu (VF : Charlotte Hervieux) : Kellie

## Développement

### Production
En septembre 2019, Freeform passe la commande d'un épisode pilote pour la série, alors intitulée Last Summer. En janvier 2020, la chaîne commande officiellement une première saison.
La série a été créée par Bert V. Royal et est co-produite par Max Winkler et l'actrice américaine Jessica Biel, via sa société Iron Ocean Productions. La société Entertainment One est également chargée de la production de la série.
En mai 2020, la série est rebaptisée Cruel Summer, puis son lancement est fixé au 20 avril 2021,.
Le 15 juin 2021, la série est renouvelée pour une deuxième saison.
Le 8 décembre 2023, Freeform annule toutes ses séries.

### Distribution des rôles
En novembre 2019, la distribution principale de la série est dévoilée avec Michael Landes, Brooklyn Sudano, Harley Quinn Smith, Chiara Aurelia, Mika Abdalla, Froy Gutierrez, Allius Barnes, Blake Lee et Nathaniel Ashton. En mai 2020, Olivia Holt signe pour remplacer Abdalla dans le rôle de Kate Wallis.
En octobre 2020, Sarah Drew rejoint la distribution récurrente de la série. Elle est suivie en mars 2021 par Barrett Carnahan, Andrea Anders, Ben Cain et Nicole Bilderback.
Pour la deuxième saison, la production ajoute Sadie Stanley, Griffin Gluck, Eloise Payet (Isabella), KaDee Strickland, Lisa Yamada, Sean Blakemore (en) et Paul Adelstein, Lexi Underwood (Isabella), Nile Bullock, Jenna Lamb et Braeden De La Garza.

### Fiche technique
- Titre original : Cruel Summer
- Création : Bert V. Royal
- Décors : Ryan Palmer
- Costumes : Michelle Thompson
- Musique : Wendy Melvoin et Lisa Coleman
- Production : Nicole Colombie
- Producteur délégués : Max Winkler, Bert V.Michelle, Benjamin Dherbecourt, Tia Napolitano, Jessica Biel et Michelle Purple
- Sociétés de production : Entertainment One et Iron Ocean Productions
- Sociétés de distribution : Freeform (télévision, États-Unis)
- Pays d'origine :  États-Unis
- Langue originale : anglais
- Format : Couleur - 16:9 - 1080p (HDTV) - son Dolby Digital 5.1
- Genre : série dramatique et thriller
- Durée : 42-45 minutes
- Public :
  -  États-Unis :  (interdit aux moins de 14 ans, contrôle parental obligatoire)

 Sauf indication contraire, les informations mentionnées dans cette section peuvent être confirmées par la base de données cinématographiques IMDb,  présente dans la section « Liens externes ».

## Épisodes

### Première saison (2021)
1. Joyeux anniversaire, Jeanette Turner (Happy Birthday, Jeanette Turner)
2. Prendre du bon temps (A Smashing Good Time)
3. Avec éclat (Off with a Bang)
4. Tu ne chasses pas, tu ne manges pas (You Don't Hunt, You Don't Eat)
5. Comme le voulaient les dieux de la fête foraine (As The Carny Gods Intended)
6. Un océan en moi (A Ocean Inside Me)
7. Joyeux anniversaire, Kate Wallis (Happy Birthday, Kate Wallis)
8. Preuve (Proof)
9. Un secret qui m'appartient (A Secret of My Own)
10. Témoin malveillant (Hostile Witness)

### Deuxième saison (2023)
Elle est diffusée depuis le 5 juin 2023.
1. Bienvenue à Chatham (Welcome to Chatham)
2. À la vie, à la mort ! (Ride or Die)
3. Des traces suspectes (Bloody Knuckles)
4. Une fuite survient (Springing a Leak)
5. Noël secret (All I Want for Christmas)
6. Bain d'hiver (The Plunge)
7. La Fin du monde (It's the End of the World)
8. Confesse tes péchés (Confess Your Sins)
9. La Mauvaise éducation de Luke Chambers (The Miseducation of Luke Chambers)
10. Fin de partie (Endgame)

## Accueil

### Critiques
La première saison de la série a reçu des critiques généralement positives sur le site agrégateur de critiques professionnelles Rotten Tomatoes, avec 87 % de critiques positives et une note moyenne de 8,67/10 sur la base de 15 critiques collectées.
Le consensus critique établi par le site résume que « bien qu'il se passe beaucoup trop de choses, les rebondissements et virages de Cruel Summer et ses jeunes stars sont divertissants ».